# Schiavismo in Africa

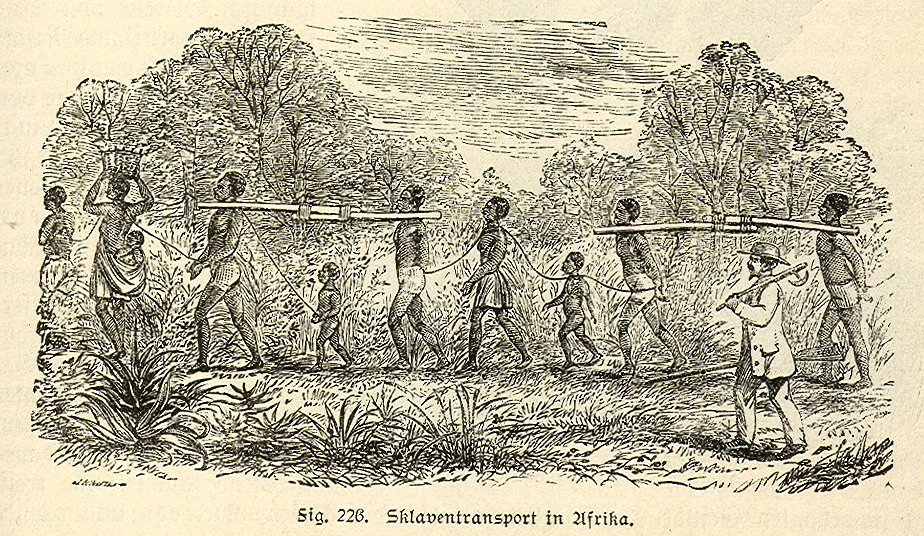
Trasporto di schiavi in Africa, da una incisione del XIX secolo

Lo schiavismo in Africa è un fenomeno le cui origini risalgono all'antichità e che durò fino alla fine del XIX secolo. Allo schiavismo autoctono diffuso nelle antiche civiltà africane come l'Impero di Songhai si aggiunse in un secondo tempo la pratica di catturare schiavi nell'Africa subsahariana per venderli altrove. Questo commercio avvenne storicamente lungo diverse direttrici: prima attraverso il Sahara verso il Nordafrica, poi dalle coste africane sull'Oceano Indiano verso i paesi arabi e l'oriente, e infine verso le colonie europee nelle Americhe. Per la maggior parte dei paesi africani, l'abolizione dello schiavismo, e quindi (teoricamente) la fine della tratta degli schiavi avvenne nell'epoca immediatamente precedente la spartizione coloniale del continente.
(Elikia M'bokolo, The Impact of the Slave Trade in Africa)

## Schiavismo autoctono
Lo schiavismo è stato parte di quasi tutte le culture dell'antichità, incluse quelle africane. Questa pratica era considerata assolutamente normale, e spesso è difficile stabilire con precisione il confine fra lo schiavismo - inteso in senso moderno - e altre forme di asservimento. Nella maggioranza delle culture africane degli ultimi due millenni, c'è spesso ben poca differenza fra diritti, doveri e stile di vita di persone libere e schiavi. In alcuni casi, la condizione di schiavitù era temporanea e uno schiavo aveva la possibilità di guadagnare dal proprio lavoro e di accumulare proprietà.
Fra il XIV e il XX secolo, per esempio, quasi un terzo della popolazione del Senegambia viveva in schiavitù. Lo stesso accadeva negli imperi del Ghana, Mali, Bamana e Songhai. Metà della popolazione della Sierra Leone del XIX secolo era formata da schiavi. Simili percentuali si riscontravano tra i duala (Camerun), gli igbo (Nigeria), nei regni del Congo e in vari regni angolani. Tra il 1750 e il 1900, due terzi della popolazione fulani era formata da schiavi. Così come alte erano le percentuali di schiavi tra gli swahili e le varie etnie malgasce.

### Songhai
Nel regno Songhai non vi era una differenza pratica tra schiavi e contadini vassalli. Queste due categorie erano impiegate per i lavori agricoli a favore della classe dominante. Ambedue potevano avere proprietà private e accedere a un buon livello di vita e, in certi casi, comperare la libertà. Il matrimonio tra caste diverse era accettato e i nobili potevano prendere in moglie una donna della classe vassalla.

### Etiopia
In Etiopia, gli schiavi erano solitamente impiegati nelle case, per i lavori domestici, e non nei processi produttivi. Dalla famiglia che li possedeva ricevevano cibo, protezione e vestiario composto da una tunica scura e da un paio di sandali fatti di cuoio e sughero. In questo stato però gli schiavi erano soggetti ad una rigida disciplina e se ribelli o disobbedienti venivano incatenati barbaramente e chiusi in umide prigioni per mesi dove spesso morivano a causa delle malattie infettive oppure da dissanguamento causato dalle ferite aperte dalle cavigliere. 
L'imperatore Teodoro II (1855-1868) sancì la fine dello schiavismo all'interno dell'impero, anche se di fatto la pratica rimase legale  sino al 1923, quando l'Etiopia venne accolta dalla Lega delle Nazioni. Secondo le stime della Società contro lo schiavismo britannica, vi erano allora due milioni di schiavi su una popolazione stimata di otto milioni di persone. Le forze di occupazione coloniale italiane ordinarono la fine della schiavitù in tutto il Paese, abolendo per la prima volta la schiavitù in Etiopia.
L'Etiopia, dopo aver reso nuovamente legale lo schiavismo, a seguito della sconfitta degli italiani da parte delle forze Alleate, sotto la pressione delle forze Alleate, nel 1942 l'Etiopia soppresse definitivamente la pratica della schiavitù e dei servi della gleba nello stesso anno, con una legge proclamata dall'imperatore Hailé Selassié il 26 agosto.

### Somalia
Le popolazioni bantu presenti in Somalia non sono autoctone: discendono dagli schiavi provenienti dal centro e Sudafrica deportati nel Corno d'Africa nel XIX secolo. Oggi in Somalia si contano circa 700.000 bantu su una popolazione di 11 milioni di abitanti, principalmente dediti allo stile di vita che avevano nelle loro zone di origini, sedentario e agricolo. Persistono forme di discriminazione nei loro confronti. Durante l'ultima guerra civile, molti bantu sono stati espulsi dalle loro terre, soprattutto nella regione del basso Juba.

### Nordafrica
Schiavi dalle regioni a sud del Sahara iniziarono ad essere venduti nei mercati nordafricani già da prima delle invasioni arabe del VII secolo. In questo periodo, fra gli schiavi si trovavano anche europei catturati durante gli attacchi ai porti di città italiane, spagnole e portoghesi, venduti nei mercati dell'Impero Bizantino e nei paesi islamici. La tratta degli schiavi provenienti dall'Europa era di tale portata che la Chiesa vietò a più riprese la vendita di cristiani ai mercanti islamici. In particolare si voleva osteggiare la tratta che portava gli schiavi dal centro Europa alla Spagna islamica, dove spesso erano acquistati da mercanti nordafricani. La tratta di popolazioni slave era di tale portata che la parola schiavo in inglese e altre lingue deriva proprio da "slavo". I mamelucchi – termine che vuol dire anche "mercenario" – erano soldati schiavi che si erano convertiti all'Islam e servivano nelle armate dei vari califfi e sultani durante tutto il Medioevo. Molti di essi erano di origine slava.
La società saharawi-moresca del nordovest è sempre stata stratificata. Tra le varie caste, quella degli harratin è la più bassa. Formata da neri-africani, questa casta è sempre stata considerata di schiavi.  Nonostante le varie leggi contro lo schiavismo promulgate dai governi Mauritani sin dall'indipendenza, gli harratin sono ancora oggi considerati e trattati come schiavi.

## Schiavi esportati
Gli schiavi non si trovavano unicamente nelle piantagioni. Moltissimi giovani sono stati importati nel vecchio continente, o in America.

### Tratta settentrionale
La forma più antica di tratta degli schiavi in Africa avveniva lungo le rotte trans-sahariane. Schiavi neri venivano catturati nell'Africa subsahariana e trasportati a nord attraverso il deserto. Sebbene le origini di questa pratica siano estremamente antiche, solo a partire dal X secolo, con l'introduzione dei dromedari dall'Arabia, essa assunse le connotazioni di una vera e propria rete commerciale. È estremamente difficile valutare l'entità precisa di questo commercio, ma secondo alcune stime gli schiavi deportati a nord attraverso il Sahara furono almeno 6000 o 7000 all'anno, per un totale da 700.000 a 1.000.000 di schiavi fra il X e l'XI secolo (senza contare coloro che persero la vita durante la traversata).
Gli schiavi venduti sui mercati locali del Maghreb erano normalmente assimilati nella famiglia che li acquisiva. Alcuni venivano destinati al servizio militare. Le donne venivano destinate agli harem o usate come schiave sessuali o addette al servizio delle concubine. Molti degli schiavi maschi venivano evirati e poi destinati al servizio negli harem come eunuchi.
Ci si può fare un'idea della vastità della tratta sahariana dalla storia del sultano marocchino Mulay Isma'il detto "il sanguinario" (1672-1727), che aveva ai suoi comandi un'armata di 150.000 schiavi neri chiamata la Guardia Nera, la cui fedeltà permise al sultano di sottomettere tutto il paese.

### Tratta orientale
Fra il IX e il X secolo, con la caduta dei regni cristiani della Nubia e l'acquisizione del controllo delle rette dell'Oceano Indiano, gli arabi furono in condizione di dare vita a un fiorente commercio di schiavi dall'Africa attraverso l'Oceano Indiano, verso il Vicino Oriente e l'India. In questo caso, gli schiavi provenivano principalmente dalla costa orientale dell'Africa.
All'inizio, la tratta interessava qualche migliaio di schiavi all'anno. All'aumentare della capacità e della velocità delle navi utilizzate per il commercio degli schiavi, e della richiesta di manodopera proveniente dalle piantagioni in oriente, il numero di vittime degli schiavisti aumentò proporzionalmente, fino a diverse decine di migliaia all'anno. Almeno 40.000 schiavi all'anno passavano per i porti controllati dal sultano dell'Oman, che controllava tutta la costa swahili, con un picco di 50.000 schiavi all'anno nel solo mercato di Zanzibar nel XIX secolo. Forse altrettanti lasciarono la regione attraverso porti minori nel Corno d'Africa e nel nord del Mozambico.
In molti casi, i commercianti di schiavi arabi non eseguivano direttamente le catture, bensì intrattenevano rapporti con intermediari locali, che erano spesso i regni o le tribù dominanti delle diverse zone. Questi intermediari, a loro volta, sfruttavano il loro rapporto con i mercanti di schiavi per ottenerne benefici (per esempio armi) attraverso cui rafforzare la loro posizione di predominio nei confronti dei propri vicini
Alcuni mercanti riuscirono ad accumulare ricchezze enormi; lo schiavista zanzibari Tippu Tip, per esempio, alla sua morte era uno dei possidenti più ricchi di Zanzibar, con sette piantagioni e oltre diecimila schiavi alle sue dipendenze.
Vi sono molte testimonianze a riguardo della crudeltà di questa tratta. Durante le razzie ai villaggi si contavano spesso più morti che prigionieri. Secondo Livingstone, ogni anno 80.000 africani morivano sulle vie carovaniere prima di raggiungere i mercati sulla costa dell'Oceano Indiano. Egli scrisse:
(David Livingstone)
Sebbene non esistano documenti che permettano una stima accurata, si ritiene che almeno 17 milioni di schiavi abbiano attraversato il Mar Rosso, l'Oceano Indiano e il deserto del Sahara tra il 650 e il 1900.

### La tratta atlantica

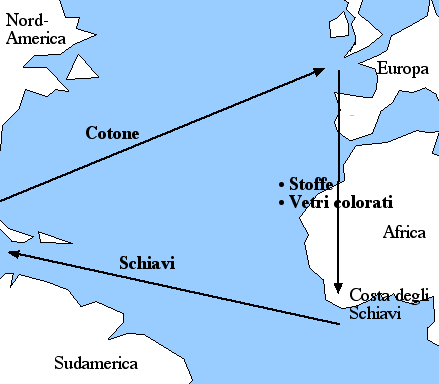
Il "triangolo commerciale" sull'Atlantico

Partita molto più tardi della tratta trans-sahariana e di quella orientale, grosso modo nel XVI secolo la tratta atlantica fu più breve, ma altrettanto violenta. In questo caso, la richiesta di schiavi era generata dalle colonie delle potenze europee nel Nuovo Mondo. La prima nazione europea a dedicarsi attivamente al commercio di schiavi fu il Portogallo, che aveva porti nell'Africa occidentale e colonie in Sudamerica e Centroamerica.
Dapprima, gli schiavi catturati nel continente erano destinati soprattutto alle piantagioni di canna da zucchero di São Tomé e Príncipe, e in seguito a Capo Verde. La tratta verso i Caraibi iniziò nei primi anni del XVI secolo. Anche gli spagnoli ricorsero a schiavi africani perché la popolazione locale era stata decimata da violenze e malattie.
Nel 1452, papa Nicola V con la bolla Dum Diversas dava il diritto al re del Portogallo Alfonso V di ridurre in schiavitù qualsiasi "saraceno, pagano o senza fede". Questo documento pontificio, e altri di simile tenore, venne usato per giustificare lo schiavismo. I paesi di tradizione protestante non ricorsero invece ad alcuna giustificazione per partecipare a questo lucroso commercio. Con lo sfruttamento economico del Brasile in forte crescita, i portoghesi avevano bisogno di lavoratori a buon mercato sia per il settore agricolo che per quello minerario. Si aprì poi il mercato nordamericano. Gli inglesi presero presto il sopravvento e giunsero quasi ad avere il monopolio della tratta atlantica.
La tratta ebbe il proprio picco nel XIX secolo. Il golfo del Benin, da cui prendevano il mare la maggior parte delle navi dei negrieri, divenne noto come "la Costa degli Schiavi". Dalla tratta atlantica furono però interessati anche alcuni paesi non collocati sulla costa occidentale dell'Africa, come il Mozambico e il Sudafrica. Un numero impressionante di schiavi (stimato a circa il 30% del totale) moriva lungo il tragitto verso il Nuovo Mondo. Durante il viaggio per mare, erano gli stessi mercanti di schiavi a sopprimere i malati e i più deboli.

## Il ruolo dei regni africani
I mercanti di schiavi lungo le tre maggiori direttive della tratta (settentrionale, orientale e atlantica) operarono spesso in collaborazione con i regni locali, sfruttando ed enfatizzando sistemi schiavistici preesistenti. Soprattutto all'inizio, gli schiavi venduti dai regni africani erano principalmente criminali, debitori o prigionieri di guerra. I re del Dahomey, per esempio, entrarono nel commercio degli schiavi iniziando a vendere i prigionieri di guerra (che in precedenza venivano giustiziati nella cerimonia nota come Tradizione Annuale). I regni africani mantennero in gran parte dell'Africa questo ruolo di intermediari. Spesso la caccia agli schiavi era severamente vietata ai mercanti che ne avrebbero curato il trasporto verso i mercati della costa o oltremare: nessun capo locale vedeva di buon occhio un'armata straniera sul proprio territorio.
Con l'aumentare del volume d'affari legato al commercio degli schiavi, molti regni africani giunsero a basare la propria economia in gran parte su questo traffico. Questo fu per esempio il caso di Dahomey. Nel 1849 re Gezo del Dahomey disse:
(Gezo di Dahomey)
Altri regni africani che trassero grandi benefici dalla tratta degli schiavi vi furono quello Oyo (yoruba), Congo, Benin, Bambara, Khasso, Fouta Djallon e Kaabu.
L'accresciuta importanza economica del traffico degli schiavi fece sì che non fosse più sufficiente vendere criminali o prigionieri di guerra occasionali. Alcuni regni (per esempio Bambara e Khasso) arrivarono a intraprendere guerre appositamente per fare prigionieri da vendere agli europei. La penetrazione della logica dello schiavismo nelle culture dell'Africa occidentale è ben esemplificata dalla reazione del re di Bonny (Nigeria) alla notizia che il Parlamento britannico aveva reso illegale la tratta (nel 1807): egli sostenne che la tratta era prevista dai profeti e dai sacerdoti, e in ultima analisi voluta da Dio.

## Effetti dello schiavismo

### Effetti in Africa
La cifra totale di schiavi che hanno lasciato il continente lungo i secoli è incerta. Non esistono documenti completi. Qualunque sia la stima, è certamente vero che l'Africa ha perso milioni di persone, solitamente le più giovani e forti e che interi sistemi economico-sociali sono stati distrutti dalle razzie e dalle loro conseguenze.
Nessuno studioso mette in discussione che la tratta degli schiavi abbia pesato in modo negativo sullo sviluppo del continente, ma non c'è unanimità sulla portata reale degli effetti di questo fenomeno. Nelle regioni africane interessate dalla tratta atlantica – quelle dell'Africa occidentale, ma anche Mozambico, Sudafrica, e Angola - intere società furono distrutte, mentre altre ottenevano per contro grandissimi benefici sul piano economico. Basil Davidson, uno storico le cui opere hanno spesso toni anti-colonialisti, sostiene che vaste aree dell'Africa occidentale conobbero un periodo di rapido sviluppo nel periodo della tratta atlantica. È stato osservato che alla fine del XIX secolo, per esempio, la Guinea giunse ad avere introiti annui per un totale di 3,5 milioni di sterline, ovvero un quarto degli introiti del Regno Unito, che allora era la principale potenza economica mondiale.
Il traffico trans-sahariano e quello lungo la tratta orientale furono più limitati in termini numerici, ma altrettanto drammatici sul piano umano. I missionari cattolici che si spinsero nell'entroterra lungo il Nilo dichiararono che molte zone erano disabitate perché l'intera popolazione era stata decimata dalle razzie degli schiavisti.

### Effetti in occidente
La tratta ebbe un grande impatto economico nel mondo occidentale. Gli schiavi permisero lo sviluppo di vaste aree agricole nelle Americhe e lo sfruttamento di miniere a ritmi che sarebbero stati altrimenti impossibili. A loro volta, queste attività permisero l'accumulo dei capitali necessari alla rapida industrializzazione del continente. Pur osteggiato da diverse parti per motivi etici, lo schiavismo rimase in vigore fino a quando i vantaggi economici che esso comportava non furono messi in discussione da considerazioni di carattere politico. In particolare, è stato osservato che il Regno Unito, che diede inizio al processo di abolizione dello schiavismo in tutto il mondo occidentale, utilizzava gli schiavi molto meno dei propri avversari politici (per esempio la Francia, ma anche gli Stati Uniti d'America) e attraverso la guerra contro lo schiavismo giunse a espandere considerevolmente la propria area di influenza in Africa. Simili considerazioni permisero la vittoria degli abolizionisti in Francia.

## Abolizione
Il primo impero ad abolire la schiavitù in Europa fu l'Impero Romano. A seguito della sua caduta la schiavitù tornò in auge durante il periodo medievale e le prime Repubbliche ad abolire la schiavitù fra quelle presenti in Europa, furono le repubbliche marinare, con l'unica parziale eccezione della Repubblica di Venezia che inizialmente non la rese illegale se praticata all'esterno dei confini della Repubblica. In Francia la schiavitù venne abolita per la prima volta nel 1794 – Napoleone la ri-legalizzò nel 1802, e venne poi abolita definitivamente nel 1848. Nel 1807 gli inglesi seguirono l'esempio d'oltremanica dichiarando illegale la tratta e scegliendo pene severe per chi venisse trovato a far mercato di schiavi. Nel 1833, il Regno Unito scelse di abolire la schiavitù in tutti i territori sottomessi alla corona inglese. Tutti i paesi europei seguirono questi esempi. Persino negli Stati Uniti si ebbe l'abolizione della schiavitù nel 1820, con una legge che equiparava il commercio di schiavi alla pirateria, crimine punibile con la pena di morte. 
La marina britannica venne quindi incaricata di fermare qualsiasi nave che trasportasse schiavi e di liberarli. Il “West Africa Squadron” – Squadrone dell'Africa Occidentale – riuscì a intercettare 1.600 navi di schiavisti e a liberare 150.000 schiavi tra il 1808 e il 1860.  Solo il Portogallo continuò per qualche tempo a commerciare schiavi dal Mozambico al Brasile. Per il 1850 la tratta atlantica era terminata.
Diverso il discorso per la tratta controllata dai paesi islamici. La tratta non solo continuò, ma ebbe un incremento vista la nuova disponibilità di schiavi. Ancora una volta furono gli inglesi, con la loro marina, a contrastare la tratta sull'oceano Indiano. La marina poco poté nel caso della tratta via terra, e fu poco efficace contro le piccole imbarcazioni – chiamate dau - usate dai mercanti arabi. Queste imbarcazioni permettevano il trasporto di piccoli gruppi di schiavi con rotte costiere, e potevano facilmente sfuggire al controllo di navi d'alto mare. Il porto di Aden rimase un centro di smistamento di schiavi fino all'inizio del XX secolo. Ci sono varie testimonianze di visitatori in Yemen che suggeriscono che il commercio di schiavi sia continuato sino ai primi anni del 1960.
All'interno del continente, la schiavitù non è mai realmente sparita. Abolita in quasi tutti i paesi, lo schiavismo persiste in Mauritania, Ciad, Sudan, Niger.   In Mauritania almeno 600.000 persone – 20% della popolazione – vivono in schiavitù. In Niger la schiavitù è stata abolita nel 2003, ma ancora oggi l'8% della popolazione vive in schiavitù.

Nuove forme di schiavitù sono apparse negli ultimi anni, specie nei paesi colpiti da guerre civili: Congo, Sierra Leone, Liberia, Angola, Mozambico. Donne e bambini, ma in alcuni casi anche uomini adulti, sono stati usati per attività logistiche dei vari eserciti e milizie contro la loro volontà. In altri casi, uomini e bambini sono stati usati – e lo sono ancora – per attività minerarie. Soprattutto quelle legate ai diamanti e altre pietre preziose.
Inoltre, milioni di africani vivono in situazioni umane che potrebbero essere considerate di schiavitù. Non si può infatti definire in altro modo la vita degli abitanti delle baraccopoli che non godono di alcun servizio, guadagnano in media un dollaro al giorno e vivono in zone urbane che hanno costi di vita poco inferiori a quelli europei.